# Txelo Auzmendi Jimenez
Txelo Auzmendi Jiménez (Araya, Álava, 31 de octubre de 1960) es una diplomada en Terapia Ocupacional y política española, alcaldesa del municipio de Aspárrena.

## Biografía
Desde adolescente ha participado en asociaciones y movimientos sociales, culturales y políticos, a través de los cuales ha participado en campañas municipales y de cooperación internacional. Licenciada en Terapia Ocupacional, ha trabajado en el ámbito sociosanitario durante más de treinta años en los Servicios Sociales de Álava, en las áreas de Atención Temprana y Diversidad Funcional.

### Trayectoria política
Durante ocho años fue concejal del Ayuntamiento de Aspárrena y desde 2015 es alcaldesa del municipio. Además, ha formado parte de la Cuadrilla de Llanada Alavesa en tres legislaturas, y ha participado en las Comisiones Territorial y Ejecutiva de Eudel y de Gobierno Local en las dos últimas legislativas.
El 23 de enero de 2023 finalizó el proceso de selección de las personas que encabezarían la lista de las elecciones municipales y se renovó su candidatura.El 17 de junio de 2023 accedió a la alcaldía de Aspárrena, por tercera vez, en las elecciones municipales de 2023, fruto de la candidatura ganadora de la coalición Euskal Herria Bildu.